# Sárkány Sámuel
Ilenczfalvi Sárkány Sámuel (Dunaegyháza, 1823. január 19. – Pilis, 1911. február 15.) a Bányai evangélikus egyházkerület püspöke 1890-től 1905-ig.

## Élete
Sárkány Sámuel evangélikus lelkész és Clementis Apollonia fia. Gimnáziumi tanulmányait a tolna-szent-lőrinci és aszódi gimnáziumban, majd a selmeczi lyceumben végezte; meghitt barátja, tanuló- és lakótársa volt Petőfinek. Teologiai tanulmányait Pozsonyban és a jénai egyetemen (1843) hallgatta. Ezután mint felolvasó Feldinger Frigyes mellett tartózkodott Temesvárt és vele beutazta Németországot, Franciaországot és Angliát, egyben megtanulta a francia nyelvet. 1848-ban a pilisi egyház március 27-én elhunyt édesapja helyébe lelkésszé választotta. Mint kiváló hitszónok Nyári Pálnak a figyelmét is felkeltette és mint egyházkormányzó is számos érdemeket szerzett. 1872-ben mint a bányai egyházkerületnek püspökjelöltje egy szavazattal kisebbségben maradt; de ugyanekkor a kerületi gyámintézet elnökévé választotta meg. 1890-ben az egyházkerület püspökévé választották. 1895. november 2-tól a főrendiház tagja volt. 1897. február 9-én, amikor lelkészkedésének ötven éves jubileumát ünnepelte, a magyar király kegyelméből „ilenczfalvi” előnévvel régi nemességének megújítását nyerte. 1905-ben lemondott püspöki tisztéről. 1911-ben hunyt el 88 éves korában.

## Művei
- Gyász-beszéd mellyet néhai Nyáregyházi báró Nyáry Antalné, szül. Felső-Kubinyi és Nagy-Olaszi Kubinyi Jozefa asszonyság gyász-istentisztelete alkalmával mondott 1856. julilus 7. Pest, 1857.
- Oltári imádság és egyházi beszéd. A bányai ágostai hitvallású evangélikus egyházkerület aszódi leánynevelő-intézetének megnyitó-ünnepén 1891. szeptember 8. tartottak. Budapest, 1891. (Horváth Sándorral együtt.)
- cikke és beszéde (a Hon 1879. 34. sz. Petőfi egy régi pajtásának levele Ompolyihoz; a többi lapok is utánnyomták); a Prot. Egyh. és Isk. Lapban (1890. 51. sz. Püspöki székfoglalója).